# Bohostice
Bohostice är en ort i Tjeckien.   Den ligger i regionen Mellersta Böhmen, i den centrala delen av landet, 60 km söder om huvudstaden Prag. Bohostice ligger 426 meter över havet och antalet invånare är 188.
Terrängen runt Bohostice är platt åt nordväst, men åt sydost är den kuperad. Runt Bohostice är det glesbefolkat, med 14 invånare per kvadratkilometer. Närmaste större samhälle är Příbram, 13,4 km nordväst om Bohostice. I omgivningarna runt Bohostice växer i huvudsak blandskog.